# Opius pimoensis
Opius pimoensis är en stekelart som beskrevs av Fischer 1978. Opius pimoensis ingår i släktet Opius och familjen bracksteklar. Inga underarter finns listade i Catalogue of Life.